# Maison du Chapelier (Lannion)
La maison du Chapelier est située à Lannion en France.

## Localisation
La maison est située sur le territoire de la commune de Lannion, 29 place du Général-Leclerc, dans le département  des Côtes-d'Armor, dans la région Bretagne.

## Description
La façade de la maison présente deux bretèches polygonales à deux étages, placées symétriquement de chaque côté de la fenêtre centrale. Il s'agit d'une disposition originale, rarement adoptée. La construction est à pan de bois, entièrement revêtu d'ardoises. La partie inférieure de chaque étage forme auvent de protection sur l'étage inférieur.

## Historique
La maison est classée partiellement (façade et toiture sur la place) au titre des monuments historiques par arrêté du 14 janvier 1963.

## Galerie

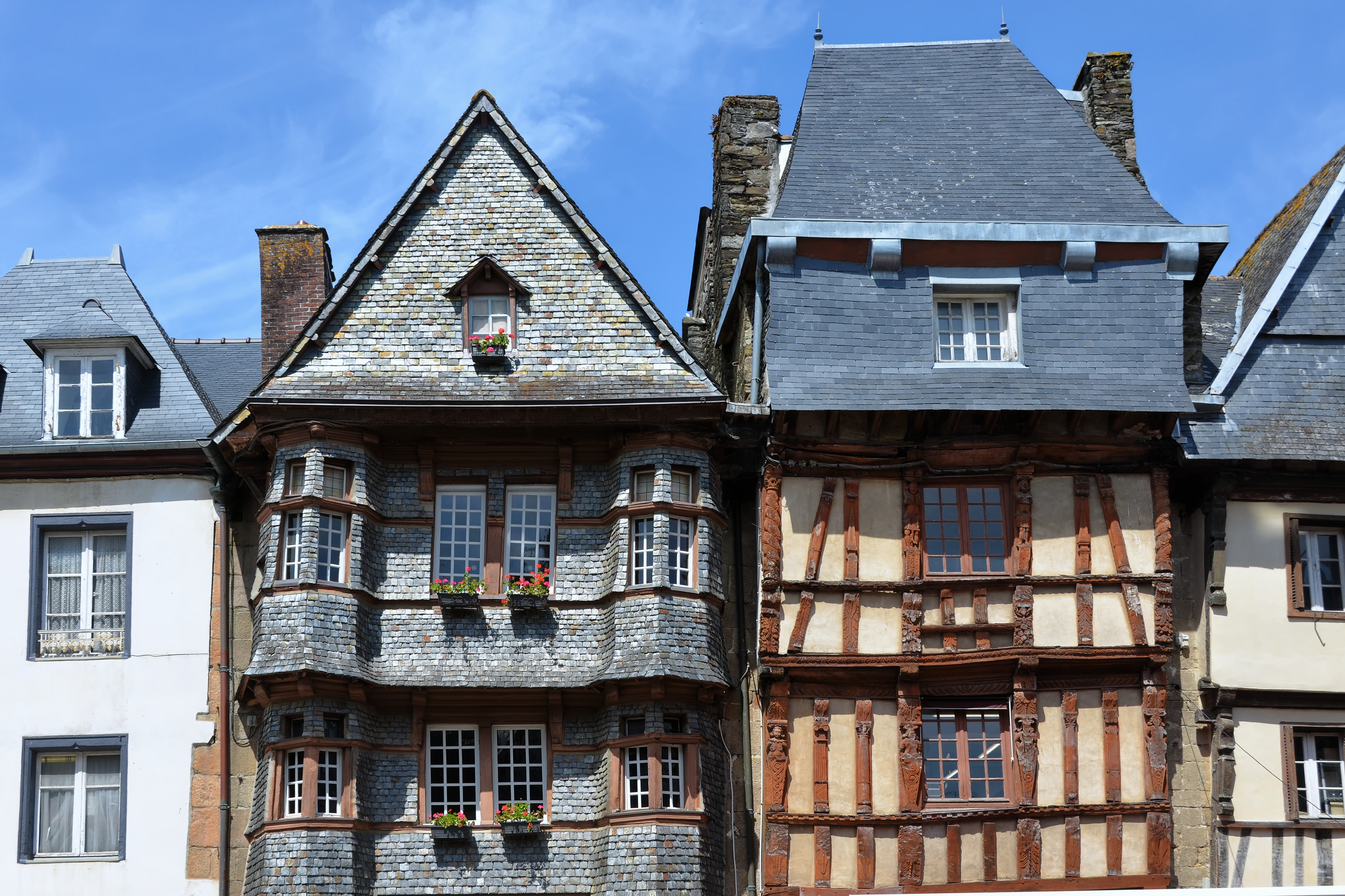
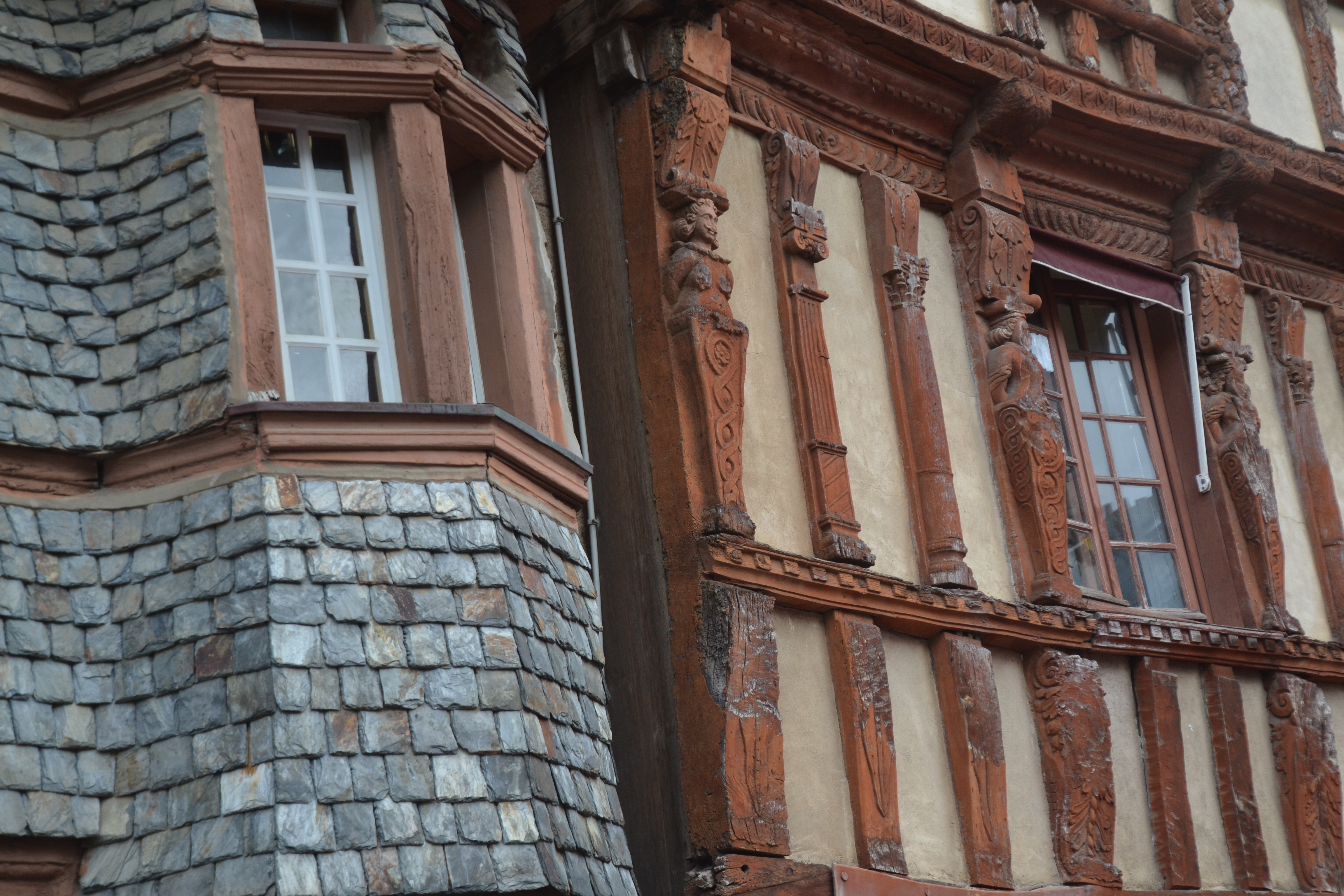
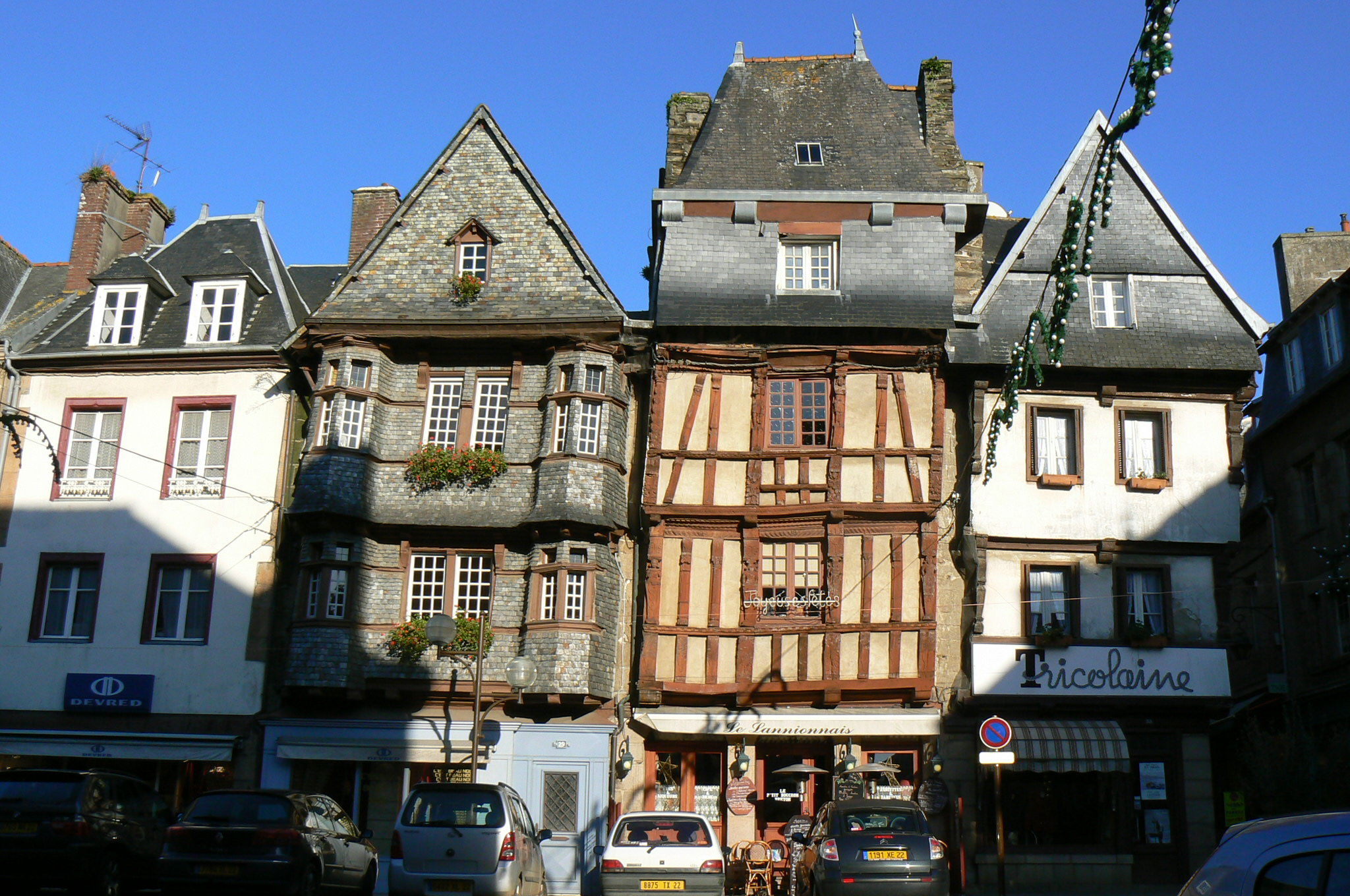
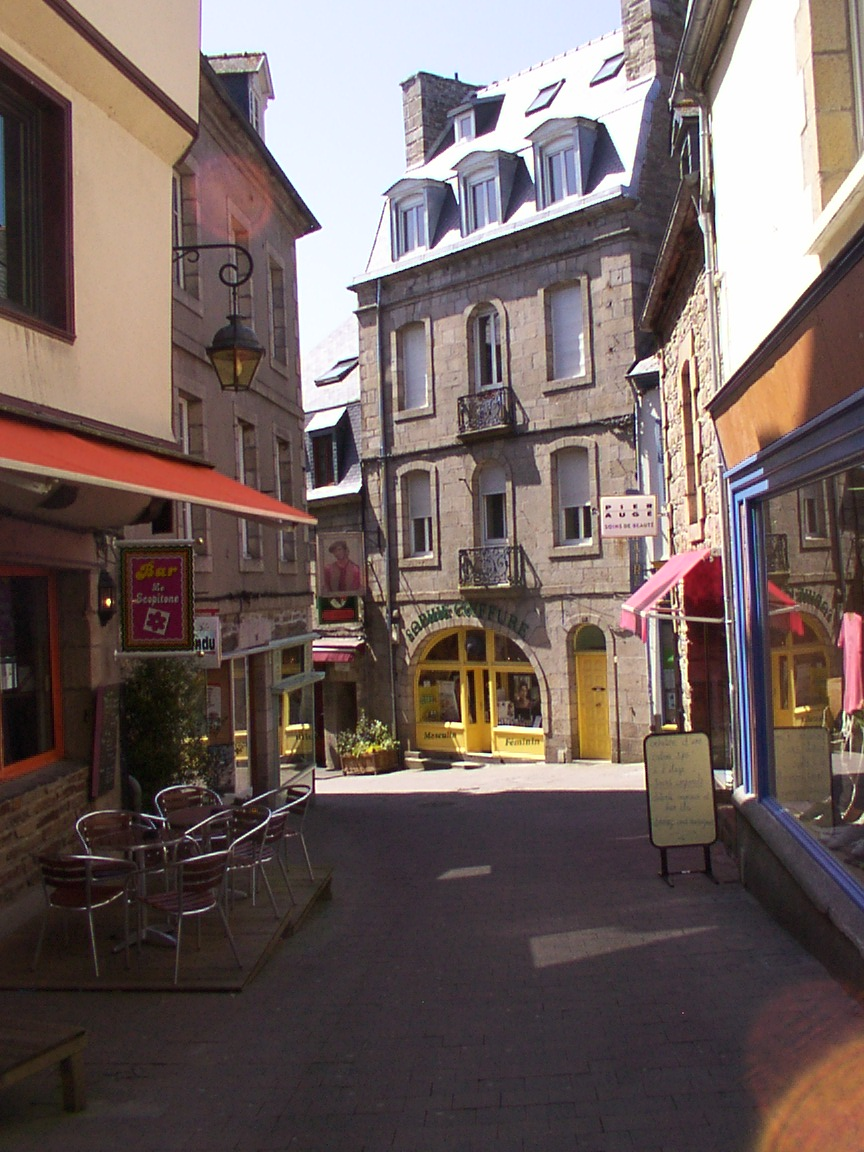